# Pascal Pelletier
Pascal Pelletier, född 16 juni 1983, är en kanadensisk professionell ishockeyspelare som spelar för HK Admiral Vladivostok i KHL. Han har tidigare representerat Vancouver Canucks, Chicago Blackhawks och Boston Bruins i NHL.
Pelletier blev aldrig draftad av något lag.